# Xihoumen-Brücke
Die Xihoumen-Brücke (chinesisch 西堠門大橋 / 西堠门大桥, Pinyin Xīhòumén Dàqiáo) ist eine Hängebrücke, die mit 1650 Metern die weltweit drittgrößte Stützweite aufweist. Der Straßenbrückenzug, bestehend aus der Hängebrücke mit einer Länge von 2,7 Kilometern und den beidseitig anschließenden Zufahrtsbrücken, hat eine Gesamtlänge von 5,3 Kilometern. Er verbindet auf vier Fahrstreifen, zwei je Fahrtrichtung, in China die Inseln Jintang und Cezi der Inselgruppe Zhoushan im Ostchinesischen Meer. Das Bauwerk gehört zu fünf Großbrücken, die zusammen eine Verbindung Zhoushans mit dem chinesischen Festland herstellen. Die Xihoumen-Brücke wurde nach rund vier Jahren Bauzeit im Jahr 2008 dem Verkehr übergeben. Die Baukosten betrugen zirka 2,48 Milliarden Yuan.

## Konstruktion
Die Hauptbrücke ist eine Hängebrücke mit einer Gesamtlänge von 2713 m. Die mittlere Öffnung hat eine Hauptstützweite von 1650 m. Eine Besonderheit der Brücke ist deren asymmetrische Konstruktion in den Seitenfeldern. Im nördlichen Feld mit 578 m Länge hängt die Fahrbahn, wie üblich, an den Tragseilen. Dagegen ist beim 485 m langen südlichen Feld, das schon auf der Insel Jintang liegt, der Fahrbahnträger auf Pfeilern gelagert. Der 36 m breite, aerodynamisch günstig gestaltete Fahrbahnträger weist zwei stählerne Hohlkastenquerschnitte von 3,26 m Höhe auf, die im lichten Abstand von 6,0 m angeordnet und durch Querträger miteinander verbunden sind. Die Pylone weisen eine Höhe von 211 m auf und sind auf jeweils 24 Bohrpfählen mit 2,8 m Durchmesser gegründet. Sie bestehen aus Stahlbeton und sind in Querrichtung durch drei Querriegel biegesteif miteinander verbunden. Die Tragseile besitzen bis zu 87 cm Durchmesser. Die Durchfahrtshöhe für Schiffe beträgt bei Flut 49,5 m mit einer lichten Durchfahrtsbreite von 630 m.

Schematische Zeichnung – Xihoumen-Brücke

Bilder
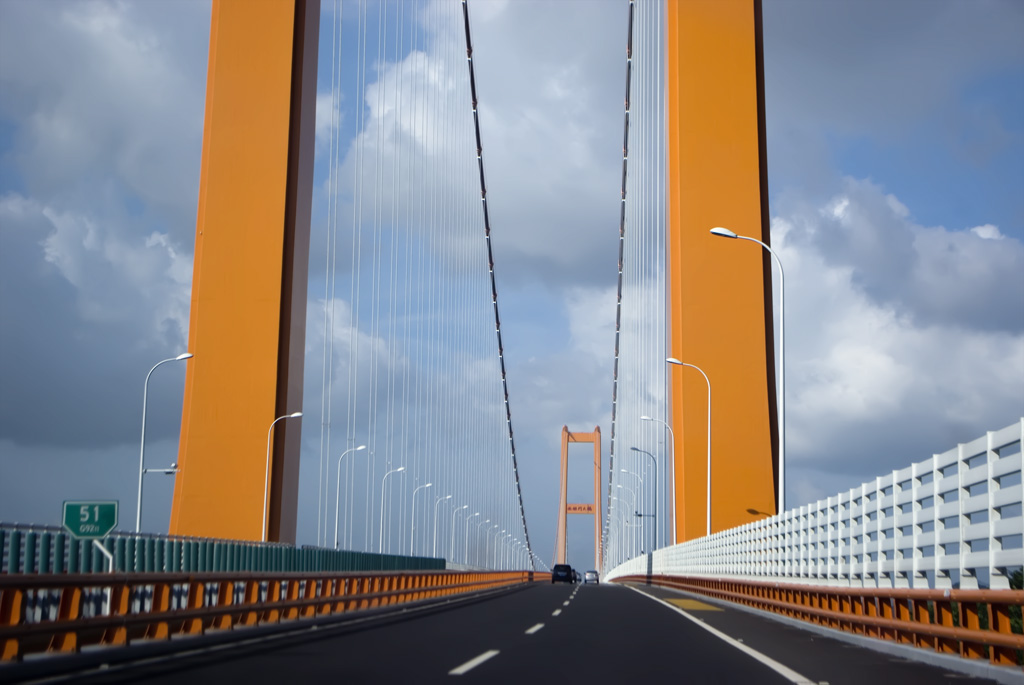
Fahrbahn mit zwei Fahrstreifen je Richtung – In Betrieb, 2010
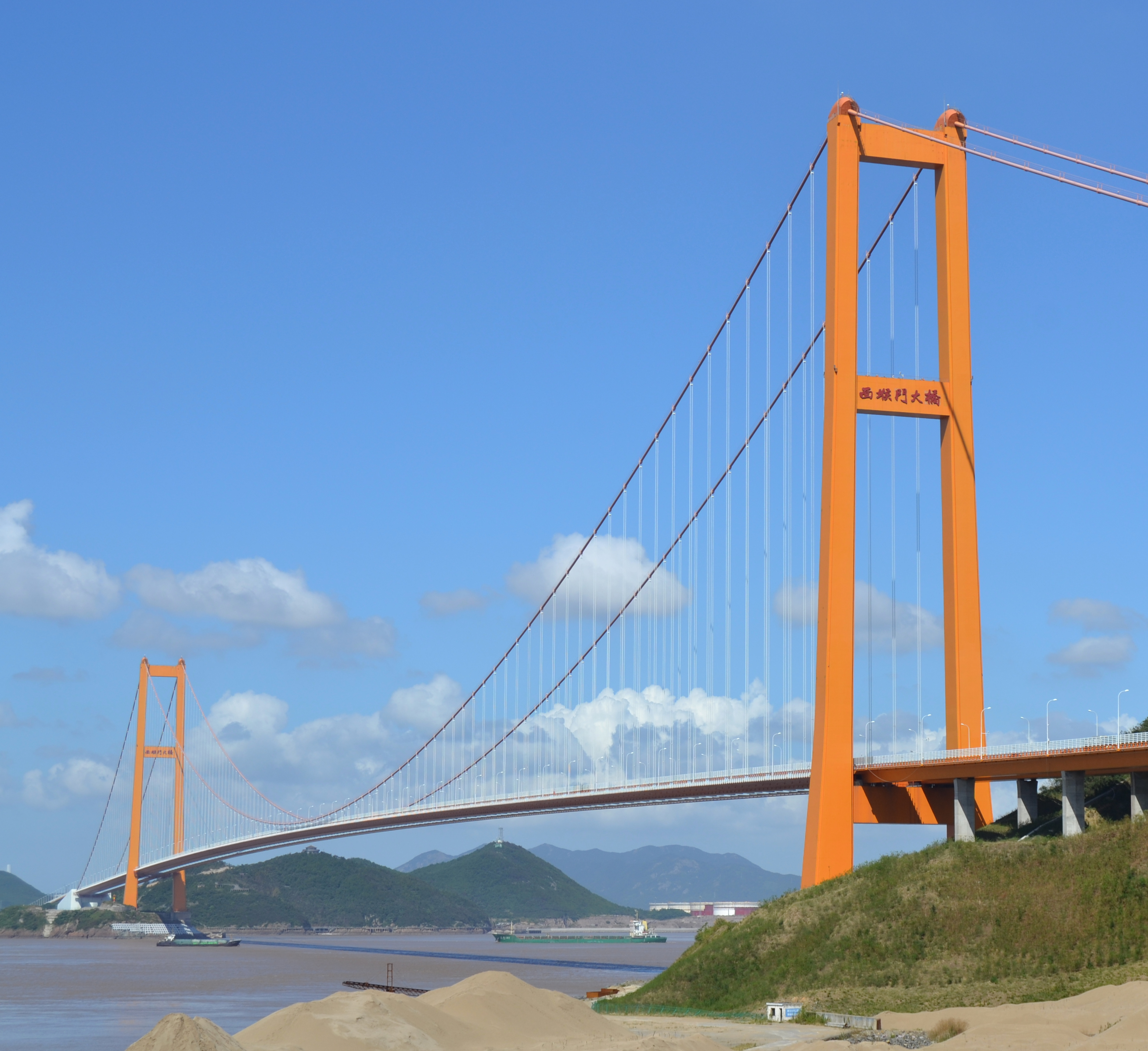
Xihoumen-Brücke – Zhejiang, 2012
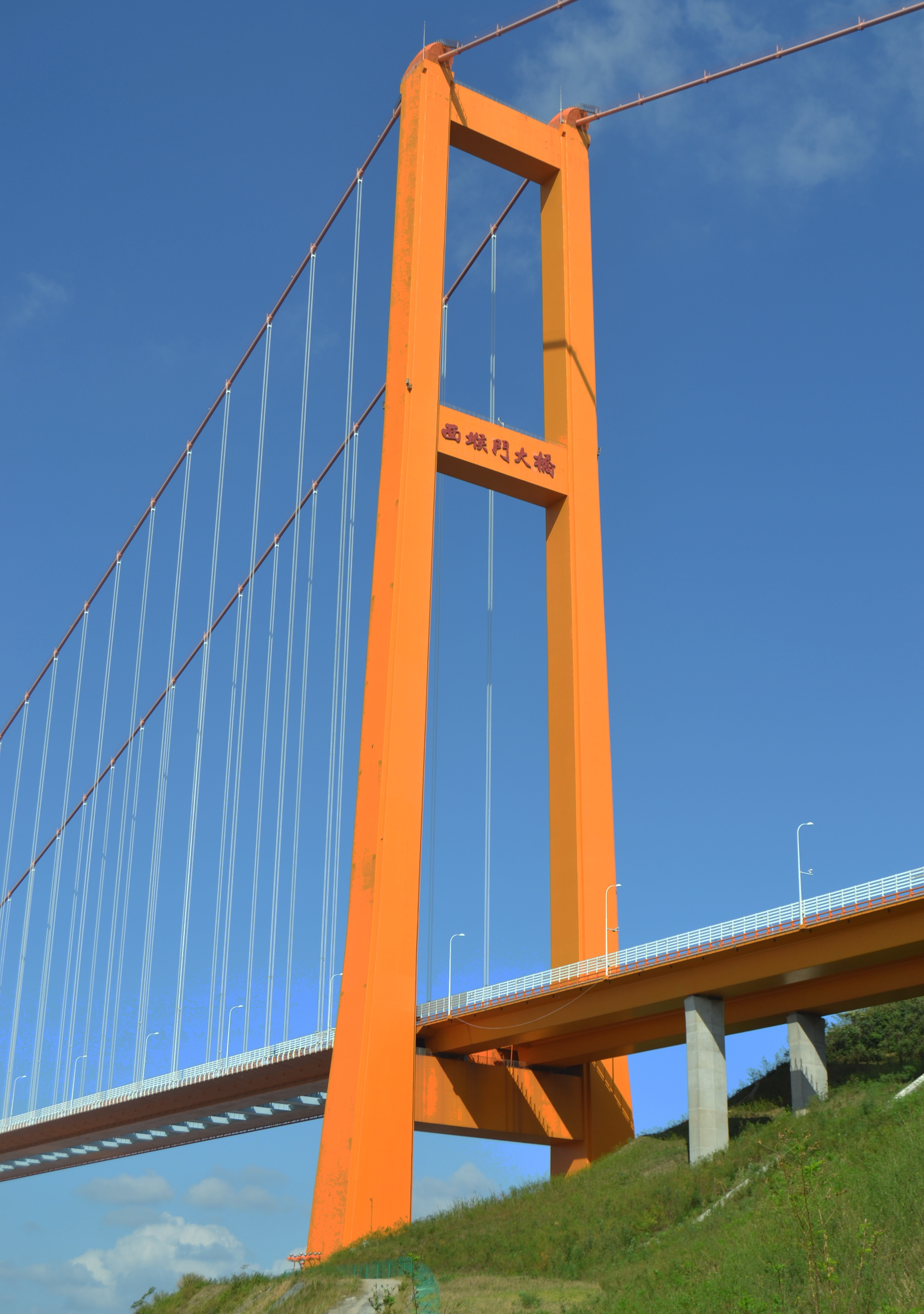
Pylon, 2012